# Broken Sword
Broken Sword — серия приключенческих компьютерных игр от компании Revolution Software. Каждая из игр серии наделена самостоятельным развитым сюжетом, профессионально озвучена и обладает оригинальной музыкой. Главного героя всех игр озвучил актёр Рольф Саксон.

## Broken Sword: The Shadow of the Templars
Первая часть приключений американца Джорджа Стоббарта и француженки Николь Коллар — «Сломанный меч 1. Тень Тамплиеров» — вышла в 1996 году. Молодому американцу представилась возможность превратиться из туриста в детектива и стать единственным человеком, способным помешать осуществлению планов заговорщиков.

## Broken Sword II: The Smoking Mirror

Broken Sword II под AmigaOS 4

Вторая часть «Сломанного меча» вышла в 1997 году.
Вернувшись в Париж, чтобы воссоединиться с Николь, Джордж Стоббарт обнаружил, что его подружка втянула их обоих в новые опасные приключения. Журналистка Николь старалась вывести на чистую воду преступную группировку, занимавшуюся контрабандой наркотиков, однако столкнулась с чем-то ещё более зловещим, когда в её руках оказался загадочный камень из обсидиана.
Во время посещения дома профессора Убие, археолога и специалиста по вопросам искусства майя, у которого Нико хотела узнать подробнее о камне, парочка подверглась нападению.

## Broken Sword: The Sleeping Dragon (Broken Sword 3)
В 2003 году вышла третья часть. Впервые игра стала трёхмерной, появились экшен-элементы и загадки, требующие трёхмерного представления. Джорджа Стоббарта по-прежнему озвучивал Рольф Саксон, а Николь Коллар на этот раз озвучила актриса Сара Крук. На смену композитору Баррингтону Филонгу, участвовавшему в создании первых двух частей игры, пришёл Бен Маккалох.

## Broken Sword: The Angel of Death (Broken Sword 4)
Сентябрь 2006 года. Игра, удивительным образом сочетающая опыт прошлых наработок и тяжёлую печать прогресса. Глава компании, которому принадлежат слова «point-and-click мёртв!», стал избегать резких заявлений: «Хорошо, мы вернём вам мышку. Ящики? Они больше не будут докучать. Требуете Нико? Вы её получите…»

## Broken Sword 2.5: Return of the Templars
Год выпуска: 2008
Broken Sword 2.5: Return of the Templars - с момента событий, описанных в первой главе, проходит всего две с половиной недели. Древнее зло повержено, а значит пришло время вернуться к привычной жизни. Джордж отправляется в Америку, где не так давно скончался его дедушка, а Нико остается в Париже, чтобы продолжить свою журналистскую карьеру. Однако, неожиданно Джордж получает телеграмму из Франции. В ней говорится, что Нико мертва. Наплевав на все, главный герой отправляется в путь, чтобы узнать, что же произошло с его подругой на самом деле. Как несложно догадаться, очередной мистический заговор не заставил себя долго ждать...

## Broken Sword: The Shadow of the Templars — Director’s Cut
Игра является ремейком первой части игры Broken Sword: The Shadow of the Templars, и была издана для Nintendo DS и Wii в марте 2009 года. На PC была издана 27 августа 2010 года. Так же существует версия для Android. В игре полностью переработана графическая и музыкальная составляющие, а также расширена сюжетная линия. Игроку предоставляется возможность управлять персонажем Нико, которая расследует убийство.

## Broken Sword II: The Smoking Mirror — Remastered
Broken Sword: The Smoking Mirror — Remastered является переизданием оригинальной игры. Она была анонсирована Revolution Software в декабре 2010 года и стала доступна для устройств Apple с 16 декабря 2010 года. Macintosh, PC и Wii версии вышли в 2011 году.
В игре обновлена звуковая составляющая и графика, добавлены анимированные диалоговые портреты героев, введена контекстно-зависимая система подсказок и дневник. Из технических новшеств — платформонезависимые сохранения посредством сервиса Dropbox. К примеру, поиграв на PC, можно сохранить игру — сохранение попадёт на Dropbox, после чего можно запустить игру на iPhone, загрузить из игры сохранение с Dropbox и продолжить игру с того места, где она была сохранена на PC.
Ещё одна новинка — полная интеграция с официально запущенным в сентябре 2010 года социальным сервисом «Game Center» от Apple. В рамках этого сервиса игроки получают и систему внутриигровых достижений.
В качестве бонуса к игре прилагается цифровой комикс, нарисованный Дэйвом Гиббонсом.

## Broken Sword: The Serpent’s Curse
23 августа 2012 года на сайте Kickstarter начался сбор средств на создание продолжения серии. Разработкой, как и прежде, занимается Revolution Software во главе с Чарлзом Сесилом. Действие игры начинается с кражи таинственной картины в парижской галерее на глазах у Николь и Джорджа. В сюжете сериал «Доктор Кто» гостит с гастролями в Париже.

## Критика
| Русскоязычные издания | Русскоязычные издания |
| Издание               | Оценка                |
| --------------------- | --------------------- |
| Riot Pixels           | 60 %                  |

Обе переработанные части получили в основном негативные отзывы игроков и поклонников серии. В первую очередь, из-за введения активных подсказок. В отличие от оригинала, теперь не нужно внимательно осматривать локацию на предмет нахождения там необходимых вещей. Все зоны, с которыми игрок должен взаимодействовать по сюжету, будут «заботливо» подсвечены вам специальными маркерами. Причем, если сюжет подразумевает использование нескольких мест на локации в определенной последовательности, то и маркеры будут появляться в той же самой последовательности.